# Nórdico antigo oriental

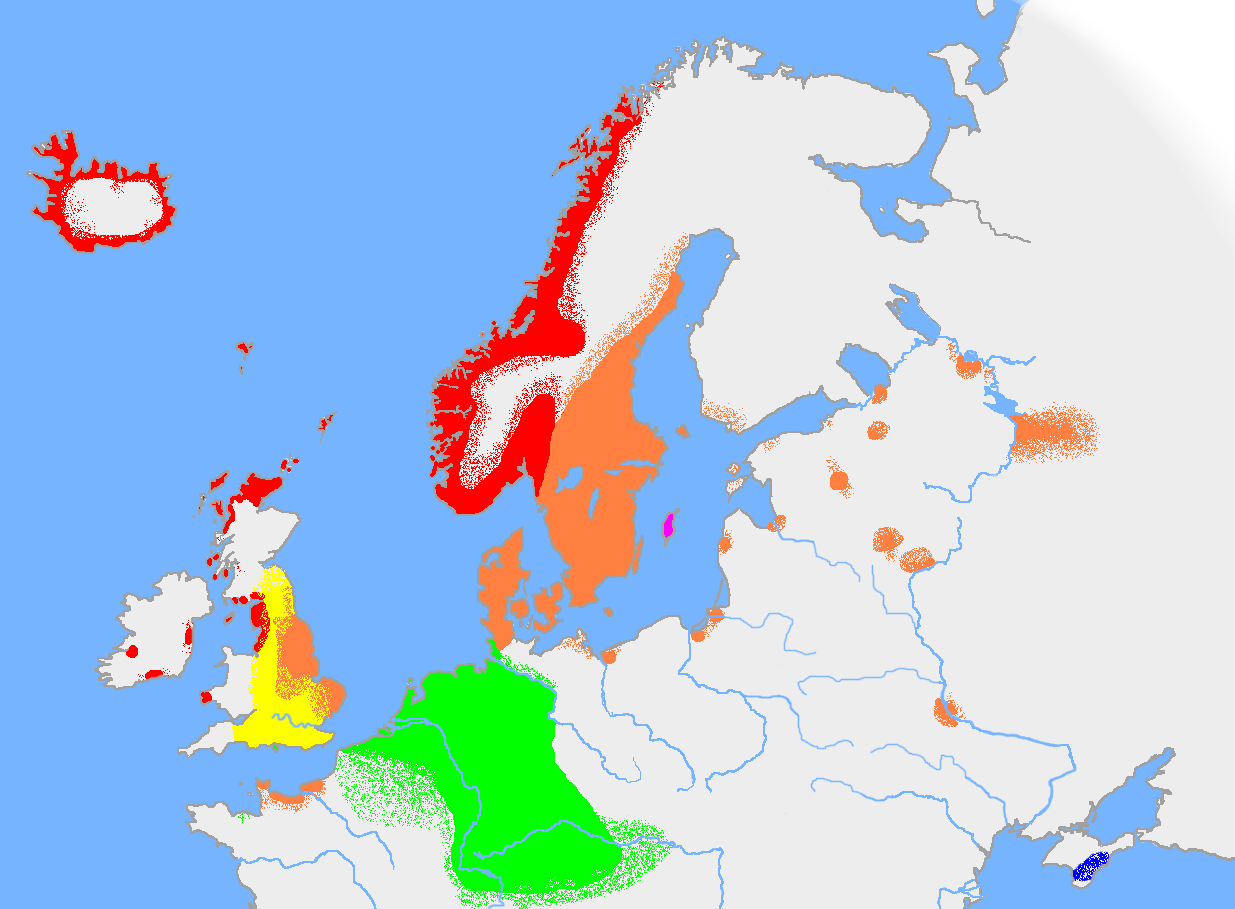
Extensão aproximada do nórdico antigo oriental no começo do século X:
Dialeto Nórdico Antigo Oriental

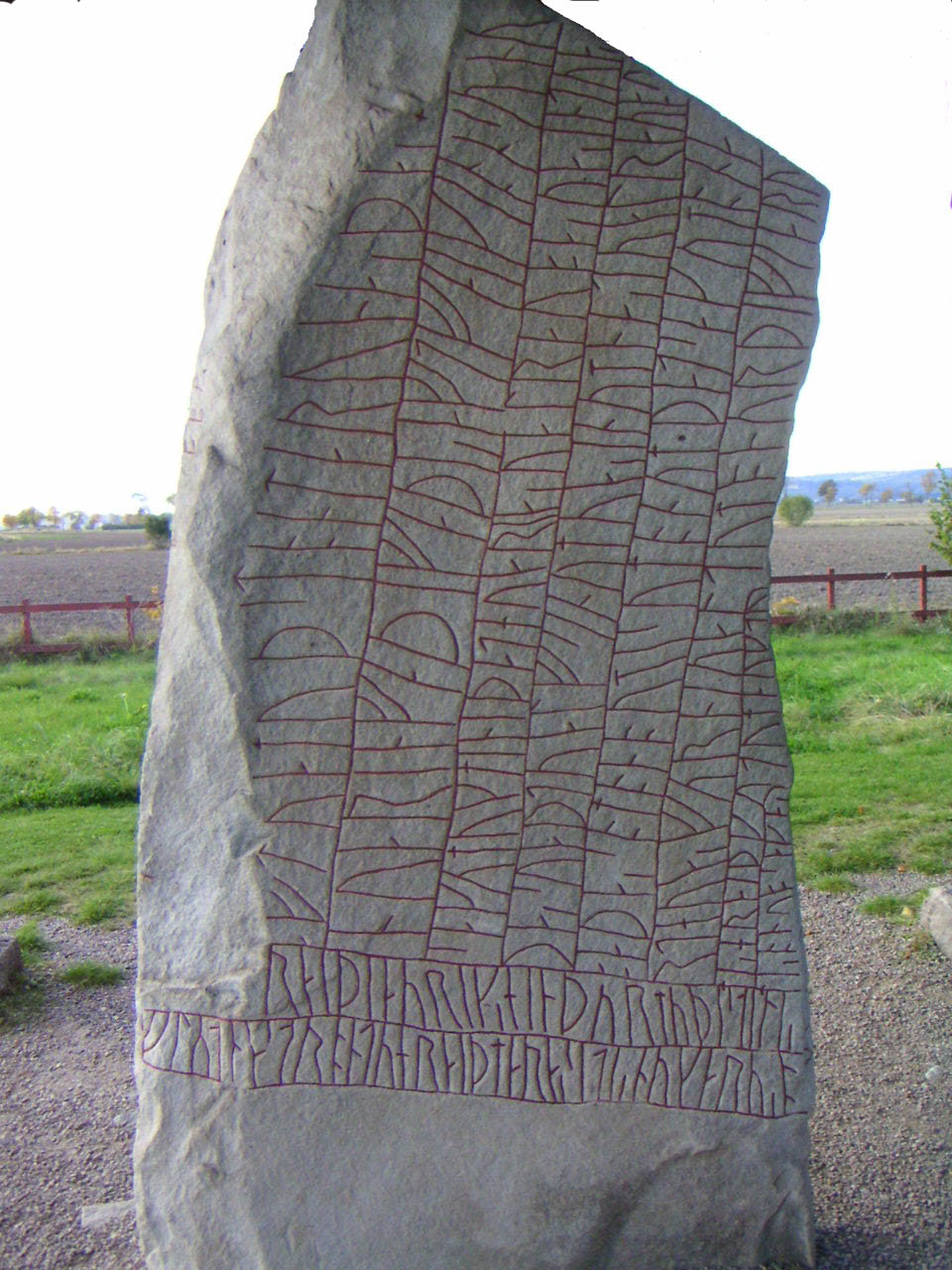
A Pedra de Rök (século IX), o mais antigo documento escrito em nórdico antigo oriental

O Nórdico Antigo Oriental (em sueco Fornöstnordiska e em dinamarquês Oldøstnordisk) era um dialeto do Nórdico Antigo, falado na Dinamarca e na Suécia, aproximadamente entre os anos de 800 e 1300. Era a língua dos viquingues provenientes das regiões ocupadas atualmente por esses dois países.
A Pedra de Rök, datada do século IX, é o mais antigo documento escrito em nórdico antigo oriental. Típico do nórdico antigo oriental é ter menos ditongos e metafonias do que o nórdico antigo ocidental. O Nórdico Antigo Oriental fragmentou-se e modificou-se sucessivamente, dando origem às atuais línguas germânicas setentrionais: dinamarquês e sueco.